# Тит Юний Брут
Тит Юний Брут (на латински: Titus Junius Brutus; † 509 пр.н.е.) e най-възрастният син на един от основателите на Римската република, патрицият Луций Юний Брут (консул 509 пр.н.е.).
Произлиза от клон Брут на фамилията Юнии. Той е внук по бащина линия на Марк Юний Брут и Тарквиния Секунда, дъщеря на цар Тарквиний Приск и сестра на Тарквиний Горди. Племенник е на Марк Юний Брут II. Брат е на Тиберий Юний Брут.
През 509 пр.н.е. римляните под ръководството на баща му Луций се разбунтуват, заради изнасилването на Лукреция от Секст Тарквиний, син на цар Тарквиний Горди.
Тит е монархист и заедно с брат си Тиберий и братовчедите си Секст Тарквиний, Спурий и Арун Тарквиний, помага на чичо си, изгоненият цар Тарквиний Горди, да се върне на трона. Заради конспирация против Римската република той е екзекутиран по заповед на баща му през 509 пр.н.е.